# جيف دايغل
جون جيفرسون ‹جيف› دايغل (بالإنجليزية: John Jefferson "Jeff" Daigle)‏ هو دبلوماسي أمريكي يعمل كسفير للولايات المتحدة لدى الرأس الأخضر، وقد أدى اليمين في 28 يونيو 2019. عمل دايغل قبل توليه منصب السفير كمدير تنفيذي بالإنابة للجنة الاستشارية الأمريكية في الدبلوماسية العامة وكرئيس ديوان وكيل وزارة الخارجية للدبلوماسية العامة والشؤون العامة. دايغل مثلي الجنس علنا وهو متزوج من زوجه مات كوينكا-دايغل، ويعتبر واحدا من 5 سفراء مثليين تم تعيينهم في إدارة ترامب.

## الحياة و الوظيفة
ولد دايغل في غونزاليس، لويزيانا. وهو ابن كارول وابن وارن دايغل (وقد وصف والده بأنه «بطل بحري في الحرب العالمية الثانية»)، ولديه 10 أخوات وأخ واحد.
تخرج دايغل من جامعة ولاية لويزيانا عام 1987 بدرجة بكالوريوس الآداب في العلوم السياسية). كان دايغل يعمل في العديد من الوظائف قبل الالتحاق بالسلك الدبلوماسي بما في ذلك العمل في منظمة بيئية غير حكومية كمدير تنفيذي لشبكة العمل البيئي في لويزيانا وفي شركة إنشاءات وكمعلم لغة إنجليزية في محافظة تشيبا في اليابان وكمدرب إقليمي للشركات في بنك هيبرنيا الوطني في باتون روج وكترفيهي وميسر لبرامج التطوير المهني في عالم والت ديزني لمدة سبع سنوات.
انضم دايغل إلى السلك الدبلوماسي في عام 1999. وشملت مهامه الرئيسية عمله كمساعد مسؤول الشؤون العامة في السفارة في أبوجا، نيجيريا (1999-2001) وكمسؤول التقارير في بعثة الولايات المتحدة لدى الأمم المتحدة في مدينة نيويورك خلال الدورة السادسة والخمسين للجمعية العامة للأمم المتحدة (2001) وكالقنصل في سفارة باريس، فرنسا (2002-2004) ومسؤول الشؤون العامة في السفارة في بنوم بنه، كمبوديا (2005-2008). شغل دايغل من عام 2011 إلى عام 2014 منصب نائب رئيس البعثة في سفارة الولايات المتحدة في بنوم بنه. تم تعيين دايغل في ربيع عام 2014 ليكون مسؤول الشؤون العامة الأعلى في سفارة الولايات المتحدة في بكين، الصين لكنه تراجع عن ذلك قبل وقت قصير من بدء تدريبه على اللغة. لم تستطع الإدارة ضمان أنها ستكون قادرة على مساعدة زوجه مات كوينكا-دايغلي في البقاء مع دايغل في جولة متعددة السنوات في بكين. قيل للزوجين أن على زوجه كوينكا-دايغل «مغادرة الصين كل ثلاثة أشهر على نفقته الخاصة وإعادة الدخول بتأشيرة قصيرة الأجل». وكانا في شراكة مثلية لمدة 18 عامًا (ولاحقا زوجين مثليين) في وقت جلسات الاستماع لتأكيده وكان مات «معه من خلال كل مهمة دبلوماسية ما عدا واحدة».
رشحه الرئيس الأمريكي دونالد ترامب في عام 2019 ليكون سفير الولايات المتحدة القادم لدى الرأس الأخضر وباشر مهامه رسميا في 28 يونيو 2019.

## الحياة الشخصية
دايغل مثلي الجنس علنا وهو متزوج من زوجه مات كوينكا-دايغل. يتحدث دايغل إضافة إلى اللغة الإنجليزية كلا من اللغة الفرنسية واللغة الخميرية واللغة البرتغالية.